# Borovik (Drenye)
Borovik falu Horvátországban, Eszék-Baranya megyében. Közigazgatásilag Drenyéhez tartozik.

## Fekvése
Eszéktől légvonalban 41, közúton 49 km-re délnyugatra, Diakovártól légvonalban 19, közúton 26 km-re északnyugatra, községközpontjától légvonalban 6, közúton 11 km-re nyugatra, Szlavónia középső részén, a Krndija-hegység északkeleti lejtőin, a Borovik-tóból eredő Vuka folyó völgyében fekszik.

## Története
Területe már a római korban is lakott volt. A Podgorje felé vezető úttól nem messze a Laovac és Mantok források közelében a „Ciglana” nevű lelőhelyen római építőanyag, kerámiatöredékek, valamint Valens és I. Valentinianus császárok idejéből származó római pénzek kerültek elő. A leletek valószínűsítik, hogy itt a 4. században római villa állt.
Boroviknak feltehetően már a török hódítás előtt volt horvát lakossága, de a falu még a török kiűzése előtt kihalt. A török kiűzése után a diakovár-boszniai püspökség uradalmának része lett. 1730 körüli betelepítése Bakić diakovári püspök nevéhez fűződik, aki mint a falu földesura Boszniából pravoszláv vlachokat telepített ide. 1756-ban újabb boszniai vlachok csatlakoztak az itt élőkhöz. 1758-ban a faluban már 13 család élt. A következő ötven évben a lakosság nem növekedett. 1803-ban is csak 14 házat számláltak a településen.
Az első katonai felmérés térképén „Borovik” néven található. Lipszky János 1808-ban Budán kiadott repertóriumában „Borovik” néven szerepel. Nagy Lajos 1829-ben kiadott művében „Borovik” néven 15 házzal, 12 katolikus és 69 ortodox vallású lakossal találjuk. A 19. század második felében 1870 és 1890 között néhány magyar család települt be.
A településnek 1857-ben 103, 1910-ben 141 lakosa volt. Verőce vármegye Diakovári járásának része volt. Az 1910-es népszámlálás adatai szerint lakosságának 89%-a szerb, 10%-a magyar anyanyelvű volt. Az első világháború után 1918-ban az új szerb-horvát-szlovén állam, majd később (1929-ben) Jugoszlávia része lett. A második világháború idején a falu teljesen elnéptelenedett. Az 1950-es években Borovik újratelepült, 1953-ban már 56 lakosa volt. A falu elszigetelt fekvése és a falut elárasztó Borovik-tó létesítése miatt az 1960-as évektől lakossága fokozatosan elvándorolt. A tó 1978-ban készült el. A falut 1981-ben már csak 9 fő lakta. 1991-ben mindössze egy horvát nemzetiségű lakosa volt. 2011-ben 6 lakosa volt.

## Lakossága
| Lakosság változása | Lakosság változása | Lakosság változása | Lakosság változása | Lakosság változása | Lakosság változása | Lakosság változása | Lakosság változása | Lakosság változása | Lakosság változása | Lakosság változása | Lakosság változása | Lakosság változása | Lakosság változása | Lakosság változása | Lakosság változása | Lakosság változása |
| ------------------ | ------------------ | ------------------ | ------------------ | ------------------ | ------------------ | ------------------ | ------------------ | ------------------ | ------------------ | ------------------ | ------------------ | ------------------ | ------------------ | ------------------ | ------------------ | ------------------ |
| 1857               | 1869               | 1880               | 1890               | 1900               | 1910               | 1921               | 1931               | 1948               | 1953               | 1961               | 1971               | 1981               | 1991               | 2001               | 2011               | 2021               |
| 103                | 144                | 109                | 105                | 115                | 141                | 138                | 160                | 0                  | 56                 | 66                 | 39                 | 9                  | 1                  | 4                  | 6                  | 1                  |

## Nevezetességei
A Borovik-tó egy mesterséges tó, melyet a Vuka-folyó mederének az 1970-es években történt elrekesztésével hoztak létre. A tó területe 160 hektár, mélysége 15 méter, hossza kb. 7000 méter, átlagos szélessége kb. 300 méter, teljes vízmennyisége 8 500 000 köbméter. A tó a horgászok kedvelt paradicsoma, de egy kijelölt részén fürdőzésre is alkalmas.
A falutól délre, a hegyek közötti Boroviki-tó keleti partja feletti magaslaton állt a Palina vára.